# محمد القحطاني (لاعب كرة قدم مواليد يوليو 2002)
محمد حمد آل سويدان القحطاني (مواليد 23 يوليو 2002) لاعب كرة قدم سعودي يلعب في مركز الوسط مع نادي الهلال ومنتخب السعودية .

## مسيرته
بدأ القحطاني مسيرته في فرق الشباب بنادي الهلال، ووقع أول عقد احترافي له مع النادي في 13 أكتوبر 2020. وشارك لأول مرة في 20 ديسمبر 2021 في مباراة كأس الملك ضد الرائد. وشارك القحطاني لأول مرة في الدوري في 25 ديسمبر 2021 في الخسارة 3-2 أمام الفتح.
وأنضم للمنتخب السعودي الأول في 8 نوفمبر 2024 

## الأنجازات
الهلال
- الدوري السعودي للمحترفين: 2021–22، 2023–24
- كأس خادم الحرمين الشريفين: 2022–23، 2023–24
- كأس السوبر السعودي: 2023،[7] 2024[8]
- دوري أبطال آسيا: 2021

المنتخب السعودي تحت 23 عاماً
- بطولة اتحاد غرب آسيا تحت 23 سنة: 2022